# Mechanischer Trompeter

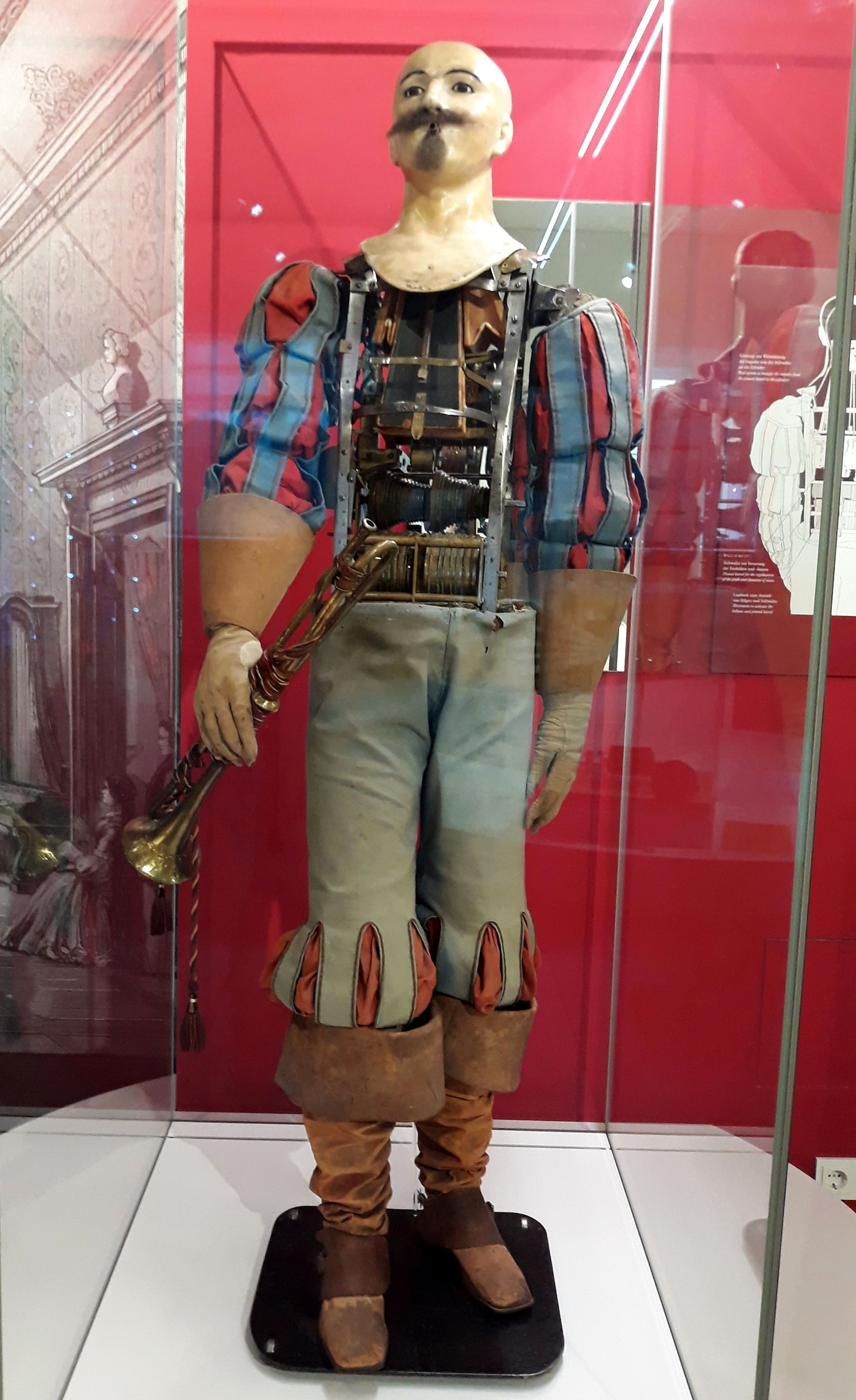
Mechanischer Trompeter von Friedrich Kaufmann, 1810. Deutsches Museum

Der mechanische Trompeter ist ein mechanischer Musikautomat aus dem frühen 19. Jahrhundert, der im Deutschen Museum in München ausgestellt ist.
Der mechanische Trompeter von Friedrich Kaufmann ist auf das Jahr 1810 datiert. Von Johann Friedrich Kaufmann und seinem Vater Johann Gottfried Kaufmann wurden der mechanische Trompeter und das Panharmonikon des Johann Nepomuk Mälzel nachempfunden und verbessert. Mälzel führte seinen Trompeter 1807 in Nürnberg vor, außerdem 1808 in Paris, Wien und 1809 in München.
Johann David Kaufmann erfand auch das Harmonichord.
Aufwendige Spieluhren mit mechanischen Programmabläufen werden heute als frühe Vorläufer des Computers und der Programmierung angesehen.
Auf der Webseite des Deutschen Museums wird die Funktionsweise des mechanischen Trompeters grob beschrieben. Demnach kamen für die Tonerzeugung aufschlagende Zungen zur Anwendung.